# 휴 댄시
휴 댄시(Hugh Dancy, 1975년 6월 19일~ )는 영국의 배우이자 모델이다. 최근 한니발의 윌 그레이엄 역할로 알려졌다. 2006년작 엘라 인챈티드의 샤르몽 왕자, HBO 미니시리즈 엘리자베스 1세의 에식스 백작 등의 역할로 연기력을 인정받고 인기를 얻었다.

## 배경
휴 댄시는 스태포드셔의 스톡-온-트렌트(영국 도자기 산업 중심지)에서 태어나 뉴캐슬-언더-라임(스톡-온-트렌트 바로 옆)에서 자랐다. 어머니 사라 앤 댄시(결혼 전 성 벌리)는 학술 출판 일을 하고 아버지 조나단 댄시는 철학 교수로 영국의 레딩대학교와 미국 텍사스 주립대에서 강의를 하고 있다. (대학, 대학원 다 옥스퍼드 대학에서 공부 함. 저술한 책은 13권쯤 되고 학술 논문은 셀 수 없이 많고 강의도 수 없이 했고 방송이나 라디오에도 출연하는 뼈속까지 학자인 사람)
휴는 삼남매의 장남으로, 바로 밑으로는 여행사 트러플피그에서 공동 운영을 하고 있는 남동생 잭 댄시(1977년 5월 25일생)와 저널리즘과 정치학을 공부하고 유네스코에서 일하는 여동생 캐서린 사라 레드맨(결혼 후 성이 바뀜, 1980년 3월 5일생)이 있다. 남동생은 캐나다 토론토, 여동생은 프랑스 파리, 부모님은 텍사스 오스틴, 휴 부부는 뉴욕에 ‘주로’ 거주.
5-10살까지 에덴허스트 초등학교에서 수학했다. 10살에는 옥스포드의 드래곤 스쿨에, 13살에는 윈체스터 칼리지에 입학. 18살에 윈체스터 칼리지 극단에서 ‘12야’의 공연에 배우로 참가하기도. 후에 옥스퍼드 대학에서 시인이자 극작가인 프란시스 워너의 지도하에 영어영문학을 공부.

## 경력
대학 졸업 후 런던의 카페에서 일하던 중에 캐스팅 디렉터 로스 허버드와 소속사(United Agents 에디 레드메인, 리차드 아미티지, 헨리 카빌, 루크 에번스, 톰 하디, 킷 해링턴, 키라 나이틀리 등 이름만 대면 알만한 영국 배우들이 소속되어 있는 대형 에이전시)의 에이전트 댈러스 스미스의 대화에 끼어 들면서 후에 댈러스 스미스와 정식 계약[2]하게 된다. (이 얘길 어딘가의 토크쇼에서 하면서 웨이터로서 제일 하지 말아야 할 짓을 했다며, 당시의 자신은 그 정도로 적극적이었고 한 편으로는 절박했다고)
1999년에 영국 드라마 ‘콜드핏’의 두번 째 시즌에 주인공 중 한 명인 레이첼의 반짝(하고 끝나버린) 연하의 애인 대니 역으로 출연한다. 2002년에는 BBC 방송의 미니시리즈, 조지 엘리엇 원작의 ‘다니엘 데론다’의 주역을 맡는다. 이 때 연출을 맡았던 사람이 ‘킹스 스피치(2010)’, ‘레미제라블(2014)’, ‘대니쉬 걸(2015)’ 등으로 잘 알려진 톰 후퍼인데, 휴가 마음에 들었는지 2006년의 ‘엘리자베스 1세’의 에식스 백작 역으로 다시 캐스팅한다. (인스타그램이나 트위터에 두 사람이 다정히 찍은 사진들이 꽤 검색이 된다)
잘 알려진 배역으로는 2004년 디즈니 영화 ‘엘라 인챈티드 보관됨 2016-04-24 - 웨이백 머신’의 샤르몽 왕자 역으로 앤 해서웨이와 공연. 같은 해에 ‘킹 아더’의 갈라하드 역이 있다. 이 때 ‘한니발’의 공연자 마스 미켈센과 만난다. 2009년 선댄스 영화제에 프리미어 공개된 ‘아담’의 주인공인 아스퍼거 증후군인 아담 라키 역 등이 있다. 연극에도 다 수 출연했는데, 벤 위쇼, 앤드리아 라이즈버러와 함께 공연한 알렉시 케이 캠벨이 쓰고 조 만텔로가 연출한 ‘프라이드’, ‘저니스 엔드’ 등이 있다. 2010년 말에서 2011년에 걸쳐 니나 아리앤다와 공연한 ‘비너스 인 퍼’(모피를 입은 비너스)는 뉴욕 타임즈의 연극 비평가 찰스 아이셔우드도 크게 호평.
2012년 3월 NBC 방송은 휴 댄시가 토머스 해리스의 1981년 소설 ‘레드 드래곤’을 원작으로 하는 ’한니발’ 시리즈의 윌 그레이엄 역으로 캐스팅 되었다고 발표한다. TV 시리즈 ‘한니발’은 비평가들에 높게 평가 받고 많은 상을 수상하고 후보에 지명되기도 한다. 강력한 팬덤을 양산하고 비평가들의 호평을 받지만 결국 시리즈 3을 끝으로 조기 종영 시리즈가 된다. 현재(2016년 4월) 휴는 훌루의 ‘더 패스’에 출연 중이다.

## 사생활
로드 아일랜드 뉴포트에서 영화 ‘이브닝(2007)’을 촬영하던 중 미국 여배우 클레어 데인즈와 사귀기 시작하여 2009년 2월 약혼을 발표했다. 2009년 프랑스에서 비공개로 결혼했다. 2012년 12월 17일에는 그들의 첫째 아들 사이러스가, 2018년 8월 27일에는 이름을 밝히지 않은 둘째 아들이 태어났다. 이 가족은 뉴욕, 웨스트빌리지에서 살고 있다.

## 출연 작품

### 영화
|    | 년도 | 제목                        | 역할                        | 참고                                                                                    |
| -- | ---- | --------------------------- | --------------------------- | --------------------------------------------------------------------------------------- |
| 1  | 2001 | 블랙 호크 다운              | 커트 슈미드 중사            | Black Hawk Down                                                                         |
| 2  | 2001 | 영 블레이드(삼총사)         | 달타냥                      | Young Blades                                                                            |
| 3  | 2003 | 템포                        | 잭 간져                     | Tempo                                                                                   |
| 4  | 2003 | 슬리핑 딕셔너리             | 존 트러스콧                 | The Sleeping Dictionary                                                                 |
| 5  | 2004 | 킹 아더                     | 갈라하드 Galahad            | King Arthur                                                                             |
| 6  | 2004 | 엘라 인챈티드               | 샤르몽 왕자                 | Ella Enchanted                                                                          |
| 7  | 2005 | 슈팅 독스                   | 조 코너                     | Shooting Dogs                                                                           |
| 8  | 2006 | 원초적 본능 2               | 아담 타워스                 | Basic Instinct 2: Risk Addiction                                                        |
| 9  | 2007 | 제인 오스틴 북 클럽         | 그릭 해리스                 | The Jane Austen Book Club                                                               |
| 10 | 2007 | 이브닝                      | 버디 위튼본                 | Evening                                                                                 |
| 11 | 2007 | 세비지 그레이스             | 새뮤얼 아담스 그린(샘 그린) | Savage Grace                                                                            |
| 12 | 2007 | 블러드 앤 초콜렛            | 에이든                      | Blood & Chocolate                                                                       |
| 13 | 2009 | 쇼퍼홀릭                    | 루크 브랜든                 | Confessions of a Shopaholic                                                             |
| 14 | 2009 | 아담                        | 아담 라키                   | Adam 수상 후보 : 영화 부문 최우수 주연 남우 +Satellite Award 2009                       |
| 15 | 2010 | 코치                        | 닉                          |                                                                                         |
| 16 | 2010 | 와일디스트 드림             | 앤드류 어빈                 | The Wildest Dream 목소리 출연                                                           |
| 17 | 2011 | 아워 이디엇 브라더          | 크리스찬                    | Our Idiot Brother                                                                       |
| 18 | 2011 | 마사 마시 메이 마릴린       | 테드                        | Martha Marcy May Marlene 수상 후보 : 앙상블 상(조주역 배우 전체에게) +Gotham Award 2011 |
| 19 | 2011 | 히스테리아                  | 모티머 그랜빌               | Hysteria                                                                                |
| 20 | 2013 | 오즈의 마법사:돌아온 도로시 | 마샬 말로우                 | Legends of Oz: Dorothy's Return 목소리 출연                                             |

### TV
|    | 년도       | 제목                                 | 역할                   | 참고 |
| -- | ---------- | ------------------------------------ | ---------------------- | --- |
| 1  | 1998       | 트라이얼 앤 레트리뷰션               | 로베르토 벨리니        | 2 에피소드 Trial & Retribution |
| 2  | 1998       | 로빈 훗의 새모험                     | 카일                   | 에피소드: 고아들 (Episode : "Orphans") The New Adventures of Robin Hood |
| 3  | 1998 -1999 | 데인져필드                           | 찰리 페이지            | 2 에피소드 Dangerfield |
| 4  | 1999       | 콜드 핏                              | 대니                   | 2 에피소드 Cold Feet |
| 5  | 1999       | 카바나 QC                            | 마이클 우들리          | 에피소드: "The More Loving One" Kavanagh QC |
| 6  | 2000       | 렐릭 헌터                            | 미셀 프레빈            | 에피소드: "The Last Night" Relic Hunter |
| 7  | 2000       | 데이빗 코퍼필드                      | 데이빗 코퍼필드        | David Copperfield |
| 8  | 2000       | 마담 보바리                          | 레옹                   | Madame Bovary |
| 9  | 2002       | 다니엘 데론다                        | 다니엘 데론다          | 3 에피소드 Daniel Deronda |
| 10 | 2006       | 엘리자베스 1세                       | 에식스 백작            | 2 에피소드 수상 후보 : 최우수 조연 남우 +Primetime Emmy Awards 2006 +OFTA Television Award 2006 수상 후보 : 최우수 주연 남우 +Satellite Award 2006 |
| 11 | 2011       | 빅 씨                                | 리 팔론                | 8 에피소드 The Big C |
| 12 | 2013 -2015 | 한니발                               | 윌 그래엄              | 39 에피소드 Hannibal 수상 : 최우수 주연 남우(TV 시리즈) +Saturn Award 2015 수상 후보 : 최우수 주연 남우 (TV 시리즈) +IGN Summer Movie Awards 2013 +Saturn Award 2014 +Critics' Choice TV Award 2014 +Fangoria Chainsaw Awards 2015 +Fangoria Chainsaw Awards 2016 +Critics' Choice TV Award 2016 |
| 13 | 2015       | 데드라인 갈리폴리                    | 엘리스 아쉬메드 바틀렛 | 2 episodes Deadline Gallipoli |
| 14 | 2016       | 패스 보관됨 2016-04-24 - 웨이백 머신 | 칼 로버츠              | The Path |

### 연극
|   | Year       | Title              | Role                 | Notes                                                |
| - | ---------- | ------------------ | -------------------- | ---------------------------------------------------- |
| 1 | 1999       | 빌리 앤 크랩레이디 | 프레드               | Billy and the Crab Lady / 공연 : Soho Theatre        |
| 2 | 2000       | 그린 필드 저편으로 | 모                   | To the Green Fields Beyond / 공연 : Donmar Warehouse |
| 3 | 2007       | 저니스 엔드        | 데니스 스탠호프 대령 | Journey's End / 공연 : Belasco Theatre               |
| 4 | 2010       | 프라이드           | 필립                 | The Pride / 공연 : Lucille Lortel Theatre            |
| 5 | 2011 –2012 | 비너스 인 퍼       | 토마스               | Venus in Fur / 공연 : Lyceum Theatre                 |